# هنري مارشال (سياسي)
هنري مارشال (بالإنجليزية: Henry Marshall)‏ هو سياسي أمريكي، ولد في 25 يناير 1847، وتوفي في 24 سبتمبر 1938. حزبياً، نشط في الحزب الجمهوري. وقد انتخب عضو جمعية ولاية نيويورك وانتخب عضو مجلس ولاية نيويورك.